# (34448) 2000 SC78
2000 SC78 (asteroide 34448) é um asteroide da cintura principal. Possui uma excentricidade de 0.06598700 e uma inclinação de 10.87228º.
Este asteroide foi descoberto no dia 24 de setembro de 2000 por LINEAR em Socorro.